# Söldner-X 2: Final Prototype
Söldner-X 2: Final Prototype ist ein vom deutschen Entwicklerteam Sidequest Studios entwickeltes Shoot ’em up, das erstmals 2010 im Vertrieb von eastasiasoft für die Spielkonsole PlayStation 3 veröffentlicht wurde. Es ist der Nachfolger zu Söldner-X: Himmelstürmer. 2015 erschien eine Portierung für die mobile Konsole PlayStation Vita, 2020 in Form der Definitive Edition auch für PlayStation 4.

## Spielprinzip
Söldner-X 2 führt das Spielprinzip seines Vorgängers fort. Der Spieler steuert sein Raumschiff durch ursprünglich sieben, mit Erweiterung zehn Level. Der Spieler muss in den seitlich scrollenden Leveln auftauchende gegnerische Raumschiffe abschießen, wofür er Punkte und gelegentliche Power-ups zur Verbesserung seines Raumschiffs erhält. Ein Level endete mit dem Kampf gegen einen besonders mächtiger Endgegner. Neben den linearen Zielsetzungen (erfolgreicher Abschluss jedes Levels) gibt es optionale levelübergreifende Herausforderungen. Im Vergleich zum Vorgänger hat das Spiel einen adaptiven Schwierigkeitsgrad, der sich an während des Spielverlaufs an das Können des Spielers anpasst. Alle Missionen können außerdem auch kooperativ zu zweit gespielt werden.

## Entwicklung
Im Juli 2010 wurde die Downloaderweiterung The Last Chapter mit drei zusätzlichen Leveln, neuen Musikstücken, einer neuen Endsequenz und einem zusätzlichen Schwierigkeitsgrad angekündigt. Eine für Playstation Vita angepasste Version wurde im Oktober 2014 angekündigt, die Besitzern der PS3-Version als Cross-Buy-Produkt kostenlos bereitgestellt werden sollte. Sie kam am 18. März 2015 mit einem sich adaptiv während des Spiels anpassenden Schwierigkeitsmodus in den Onlinestore des PlayStation Networks. Daneben brachte der amerikanische Distributor Limited Run Games 2016 eine limitierte Auflage der Vita-Fassung mit den DLC-Inhalten auf Speicherkarte in den Handel. 2020 kündigte eastasiasoft die überarbeitete Definitive Edition des Spiels mit allen DLC-Inhalten für die PlayStation 4 an.

## Rezeption
Das Spiel erhielt gemischte Kritiken.

„Der klassische 2D-Shooter in ansehnlicher Kulisse ist zu schnell und leicht durchgezockt, bietet aber viele freischaltbare Extras und Herausforderungen.“

“Söldner-X 2: Final Prototype is a game made for both Shoot ’em Up fans, and those trying to get into the genre. Although it lacks some basic features and has an annoying collectible system, this is still one of the more addicting Vita games out there, and deserves every penny.”

„Söldner-X 2: Final Prototype ist ein Spiel sowohl für Fans von Shoot ’em Ups, als auch diejenigen, die in das Genre einsteigen wollen. Obwohl es einige grundlegende Funktionen vermissen lässt und ein nervtötendes Sammelsystem hat, ist es eines der am meisten süchtig machenden Vita-Spiele auf dem Markt und jeden einzelnen Penny wert.“

Als eines der fünf bestbewerteten Exklusivspiele im PlayStation Network (PSN) war Söldner X-2 2011 für die PlayStation Network Gamers’ Choice Awards in derselbigen Kategorie nominiert, konnte sich aber nicht gegen Dead Nation durchsetzen.